# تاني غراي-تومبسون
كاريس دافينا غراي-تومبسون، البارونة غراي-تومبسون (من مواليد 26 يوليو 1969)  والمعروفة باسم تاني غراي-تومبسون، هي نبيلة ويلزية ومقدمة برامج تلفزيونية ومتسابقة سابقة على الكراسي المتحركة، تم تكريمها عضوًا في وسام الإمبراطورية البريطانية (MBE) عن "الخدمات المقدمة لألعاب القوى للمعاقين"، وتقدمت في عام 2000 إلى رتبة ضابط في وسام الإمبراطورية البريطانية (OBE)، و ثم تمت ترقيته في عام 2005 إلى رتبة قائدة وسام الإمبراطورية البريطانية (DBE)، في كلتا الحالتين "لخدمات رياضة المعاقين".
حصلت على لقب الشخصية الرياضية لهذا العام في بي بي سي ويلز ثلاث مرات. في أعوام 1992 و2000 و2004. احتلت المركز الثالث في جائزة بي بي سي لأفضل شخصية رياضية لهذا العام في 2000 خلف ستيف ريدغريف ودينيسي لويس. في ذلك العام حصلت أيضًا على جائزة هيلين رولاسون عن أدائها في دورة الألعاب البارالمبية الصيفية 2000. في أغسطس 2009، أصبحت عضوًا في غورسيد في إيستدفود الوطني لعام 2009 في بالا، غوينيد.
حصلت على جائزة بي بي سي لأفضل شخصية رياضية لهذا العام لإنجاز العمر في 15 ديسمبر 2019 .
في فبراير 2013، تم تصنيفها كواحدة من أقوى 100 امرأة في المملكة المتحدة من قبل برنامج ساعة المرأة على راديو بي بي سي 4. وفي نفس العام، تم الاعتراف بها أيضًا كواحدة من 100 امرأة على قائمة بي بي سي.
رعت غراي تومبسون العديد من المؤسسات الخيرية بما في ذلك برنامج جائزة دوق إدنبرة، وصندوق تراث ملعب ويمبلي، وتحالف غيرنسي للمعاقين وزويز بلايس بيبي هوسبيس، وهي مؤسسة خيرية للأطفال المرضى والأطفال الصغار. وسفيرة اليونيسف، وعضو في أكاديمية لوريوس للرياضة العالمية (أمين مؤسسة الرياضة من أجل الخير) وعضو مجلس صندوق ونستون تشرشل التذكاري. في عام 1993، كانت عضوًا في مجلس إدارة المجلس الوطني للإعاقة، والمجلس الرياضي لويلز، ولجنة جوائز اليانصيب الإنجليزية، وهيئة الرياضة في المملكة المتحدة، أيضًا عضوًا في مجلس إدارة ماراثون لندن (2007-2018)، ومجلس النقل في لندن (2008-2018)، وهو عضو في شركة شركة لندن للتطوير التراثي.
في نوفمبر 2012، تم تعيينها في اللجنة المكونة من ثلاثة أشخاص والتي تم تشكيلها من قبل الاتحاد الدولي للدراجات للتحقيق في قضية تعاطي المنشطات لانس آرمسترونج.
حصلت على العديد من الدرجات الفخرية بما في ذلك الدكتوراه الفخرية من جامعات عدة. حصل على جائزة الإنجاز مدى الحياة ودكتوراه فخرية أخرى من جامعة شرق لندن في مايو 2011، في حفل توزيع الجوائز الرياضية السنوي بالجامعة والذي أقيم في ملعب أبتون بارك التابع لفريق وست هام يونايتد.